# Municipio de Richland (condado de Belmont)
El municipio de Richland (en inglés: Richland Township) es un municipio ubicado en el condado de Belmont en el estado estadounidense de Ohio. En el año 2010 tenía una población de 14973 habitantes y una densidad poblacional de 98,41 personas por km².

## Geografía
El municipio de Richland se encuentra ubicado en las coordenadas 40°3′28″N 80°54′24″O / 40.05778, -80.90667. Según la Oficina del Censo de los Estados Unidos, el municipio tiene una superficie total de 152.15 km², de la cual 151 km² corresponden a tierra firme y (0.76%) 1.16 km² es agua.

## Demografía
Según el censo de 2010, había 14973 personas residiendo en el municipio de Richland. La densidad de población era de 98,41 hab./km². De los 14973 habitantes, el municipio de Richland estaba compuesto por el 86.24% blancos, el 11.59% eran afroamericanos, el 0.04% eran amerindios, el 0.82% eran asiáticos, el 0.01% eran isleños del Pacífico, el 0.35% eran de otras razas y el 0.94% pertenecían a dos o más razas. Del total de la población el 1.12% eran hispanos o latinos de cualquier raza.